# Приватни универзитет
Приватни универзитет је универзитет којим обично не управља држава нити је у њеном власништву. Често прима пореске олакшице, студентске кредите и грантове. У зависности од своје локације, приватни универзитети могу бити предмет владине регулативе. Приватни универзитети представљају супротност државним универзитетима. Многи приватни универзитети су непрофитне организације.

## Приватни универзитети у Србији
У Србији постоји велики број приватних универзитета и самосталних факултета, углавном у Београду. Већина њих основано је током 1990-их и 2000-их. Око 15% студената у Србији похађа приватне универзитете, док последњих година бележе значајан пораст у односу на државне. По броју уписаних студената, најзначајнији приватни универзитети у Србији су Сингидунум, Привредна академија, Унион — Никола Тесла и Унион.

## Најпознатији приватни универзитети
Приватни универзитети по процени квалитета налазе се првенствено у САД, где уживају већу популарност и селективност него државни. Због своје високе селективности, бројни приватни универзитети у САД примају само 3% од укупног броја пријављених кандидата, нарочито чланови Ајви лиге. Школарина на приватним универзитетима обично је већа него на државним, међутим многи приватни универзитети нуде и финансијску помоћ. Међу најзначајнијим приватним универзитетима по вредности задужбине сврставају се Харвард, Јејл, Станфорд и Принстон.
- Универзитет Харвард
- Универзитет Јејл
- Универзитет Станфорд
- Универзитет Принстон